# San Luis FC
A San Luis Fútbol Club egy megszűnt mexikói labdarúgócsapat. Otthona San Luis Potosí fővárosa, San Luis Potosí volt. Sokáig szerepelt az első osztályú bajnokságban, de bajnok soha sem volt. Legjobb eredménye egy második hely 2006-ban.

## Története
A San Luis csapatát 1957-ben alapították, szereplésüket ebben az évben az ideiglenesen kimaradó UNAM helyett kezdték meg a másodosztályban. Első mérkőzésükön 2–1-es győzelmet arattak a Laguna fölött, de első stadionjukat, a San Luis-tervről elnevezett Estadio Plan de San Luist csak decemberben avatták fel. Az 1959–1960-as szezonban pénzügyi problémák jelentkeztek, az állam kormányzata pedig nem segített, ezért a csapatot eladták egy tamaulipasi vállalkozónak, emiatt egy év múlva átköltöztek Tampico városába, így a San Luis megszűnt.
A klub 1966-ban alakult újjá, azonban ezúttal a harmadosztályból kellett indulniuk. Ezt 1970-ben meg is nyerték, sőt, egy évvel később már a másodosztályt is, így feljutottak a legmagasabb szintre. Első első osztályú mérkőzésükön az América volt az ellenfelük, amely 6–1-es győzelmet aratott felettük. A következő években sem értek el sok sikert, 1974-ben ki is estek, mivel 2–0 arányban elvesztették a kiesésről döntő párharcot a Laguna ellen. Két év múlva viszont újra sikerült megnyerniük a másodosztályt és visszajutniuk az elsőbe. Itt azonban csak egyetlen szezont játszottak, mert a bajnokság végén a Tampico felvásárolta őket, így a San Luis ekkor ismét megszűnt.
Volt egy csoportosulás, amely Santos de San Luis néven új klubot alapított a városban, amely 1991-ben ismét a harmadosztályból indult, de volt egy Atlético San Luis és egy Real San Luis is, amely végül kiemelkedett a többi közül, és 2002 nyarán megnyerte a másodosztályt, majd a feljutásért vívott párharcot is a 2001 téli győztessel, a Veracruzszal szemben, így ismét felkerült az első osztályba. 2004-ben újra kiestek, de a következő évben, immár a Real jelző nélkül megint visszajutottak, és ezúttal 8 évig maradtak a legfelső szinten.
Amikor a 2013-as Clausura bajnokság végén a Querétaro esett volna ki pályán elért eredményei alapján az első osztályból, a querétaróiak felvásárolták a Jaguares de Chiapas csapatát, hogy bent maradhassanak. De a Tuxtla Gutiérrez-iek sem szűntek meg, mert ekkor a San Luis FC költözött át a déli városba és alakult át Chiapas FC-vé. A másodosztályú Tiburones Rojos de Veracruz azonban átköltözött San Luis Potosíba, így alakult meg a város új klubja, az Atlético San Luis, mely azonban nem jogutódja a korábbi Club San Luisnak, bár színeit örökölte.

## Bajnoki eredményei
A csapat első osztályú szereplése során az alábbi eredményeket érte el:
| Év                | Alapszakasz-helyezés | Eredmény a rájátszásban |
| ----------------- | -------------------- | ----------------------- |
| 1971–1972         | 12. hely             |                         |
| 1972–1973         | 14. hely             |                         |
| 1973–1974         | 18. hely             |                         |
| 1976–1977         | 9. hely              | Negyeddöntős            |
| 2002 Apertura     | 11. hely             |                         |
| 2003 Clausura     | 16. hely             |                         |
| 2003 Apertura     | 19. hely             |                         |
| 2004 Clausura     | 19. hely             |                         |
| 2005 Apertura     | 15. hely             |                         |
| 2006 Clausura     | 5. hely              | 2. hely                 |
| 2006 Apertura     | 13. hely             |                         |
| 2007 Clausura     | 7. hely              |                         |
| 2007 Apertura     | 5. hely              | Negyeddöntős            |
| 2008 Clausura     | 4. hely              | Elődöntős               |
| 2008 Apertura     | 1. hely              | Negyeddöntős            |
| 2009 Clausura     | 15. hely             |                         |
| 2009 Apertura     | 11. hely             | Negyeddöntős            |
| 2010 Bicentenario | 18. hely             |                         |
| 2010 Apertura     | 5. hely              | Negyeddöntős            |
| 2011 Clausura     | 11. hely             |                         |
| 2011 Apertura     | 10. hely             |                         |
| 2012 Clausura     | 16. hely             |                         |
| 2012 Apertura     | 15. hely             |                         |
| 2013 Clausura     | 16. hely             |                         |